# Али Коч
Али Коч (на македонска литературна норма: Али Коч) е село в източната част на Северна Македония, община Радовиш.

## География
Селото е разположено в южните склонове на планината Плачковица, северозападно от общинския център Радовиш.

## История
В XIX век Али Коч е турско село в Радовишка кааза на Османската империя. Според статистиката на Васил Кънчов („Македония. Етнография и статистика“) от 1900 година Али Коч Махала има 330 жители, всички турци.
След Междусъюзническата война в 1913 година селото попада в Сърбия.
Според Димитър Гаджанов в 1916 година в Али Коч живеят 166 турци.